# Guiu de Nevers
Guy de Nevers (1131 – 1176) comte de Nevers, d'Auxerre i de Tonnerre (1168 - 1176), fill de Guillem III, comte de Nevers, d'Auxerre i IV de Tonnerre, i d'Ida de Sponheim. Va succeir al seu germà Guillem IV de Nevers i Auxerre (V de Tonnerre) que va morir sense fills.
Es va casar amb Matilde de Borgonya, filla de Ramon de Borgonya, comte de Grignon i d'Agnès de Montpensier, i van tenir a:
- Guillem V (1168 † 1181), comte de Nevers i Auxerre, VI de Tonnerre.
- Agnès I (1170 † 1192)